# Carl Fredrik Appeltofft
Carl Fredrik Appeltofft i riksdagen kallad Appeltofft i Uddevalla, född 4 december 1810 i Oppmanna socken, Kristianstads län, död 17 februari 1888 i Uddevalla församling, Göteborgs och Bohus län, var en svensk läkare och riksdagspolitiker.
Carl Fredrik Appeltofft var son till Per Appeltofft och Charlotta Elisabeth Sylvan samt bror till Anders Julius Appeltofft. Han var fältläkare vid 3:e militärdistriktet. Som riksdagsman var ledamot av andra kammaren invald från Lane och Stångenäs häraders valkrets.